# ماسيمو أمبروزيني

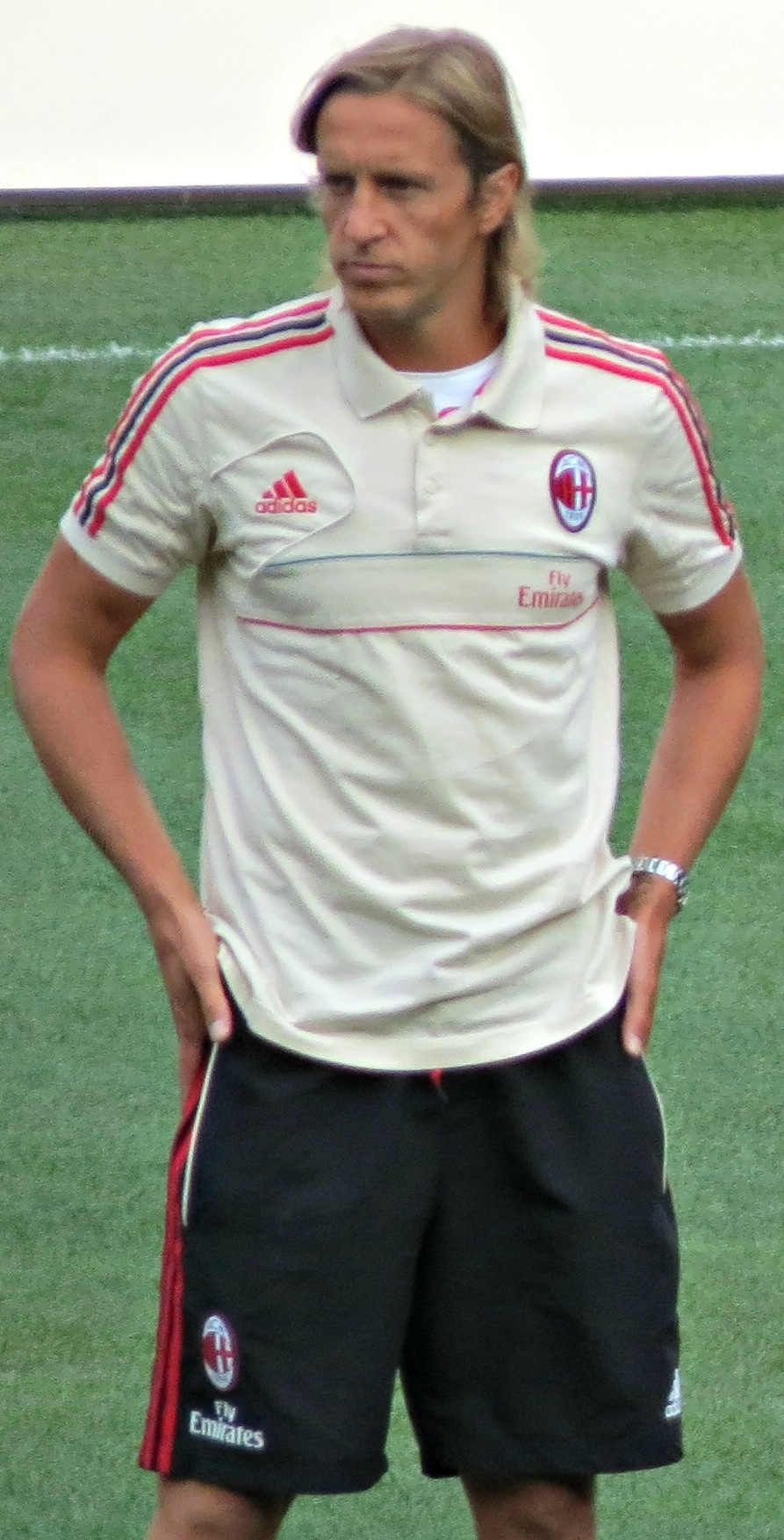

ماسـّيمو أمبروزيني (Massimo Ambrosini) (بيزارو، 29 مايو 1977)، بدأ أمبروزيني مسيرته الكروية مع نادي تشيزينا في الدرجة الثانية في عام 1994، وهو في عمر 17 سنه، وفي عام 1995، ربح فابيو كابيلو مدرب إيه سي ميلان خدماته، فانضم إلى النادي، وقد أعير إلى نادي فيتشنزا، وبعدها عاد إلى إيه سي ميلان ليساعدهم في الفوز بالدوري الإيطالي في عام 1999، وبعد عدة مشاكل مع لياقته البدنية، عاد ليساعد الفريق على الفوز بكأس إيطاليا ودوري أبطال أوروبا في عام 2003، وفي موسم 2003/2004 عادت له الإصابات مرة أخرى، ولكنه ساعد الفريق في الفوز بالدوري الإيطالي مرة أخرى، وفي مارس 2005 جدد عقده مع النادي حتى عام 2008. وقد لعب أمبروزيني مع منتخب إيطاليا لكرة القدم، وكانت أول مباراة يلعبها مع المنتخب في أبريل 1999 ضد منتخب كرواتيا لكرة القدم، وكان ضمن المنتخب المشارك في أولمبياد سيدني 2000، وكأس أوروبا 2000.

## روابط خارجية
- ماسيمو أمبروزيني على موقع الاتحاد الدولي (مؤرشف)  (الإنجليزية)
- ماسيمو أمبروزيني على موقع الاتحاد الأوربي (الإنجليزية)
- ماسيمو أمبروزيني على موقع قاعدة بيانات كرة القدم.إي يو (الإنجليزية)
- ماسيمو أمبروزيني على موقع ناشيونال فوتبول تيمز (الإنجليزية)
- ماسيمو أمبروزيني على موقع Soccerbase.com (لاعب) (الإنجليزية)
- ماسيمو أمبروزيني على موقع Soccerway.com (الإنجليزية)
- ماسيمو أمبروزيني على موقع عالم كرة القدم.نت (الإنجليزية)
- ماسيمو أمبروزيني على موقع كووورة
- ماسيمو أمبروزيني على موقع أوليمبيديا (الإنجليزية)
- ماسيمو أمبروزيني على موقع AS.com (الإسبانية)